# Верделли, Коррадо
Коррадо Верделли (итал. Corrado Verdelli; 30 сентября 1963, Лоди, Италия) — итальянский футболист и тренер.

## Карьера
Воспитанник клуба «Фанфулла». Несколько лет Верделли выступал за «Интер», в составе которого он становился чемпионом страны. Однако игроком основного состава «нерадзурри» он так и не стал. Уйдя из «Интера», защитник долгое время играл в «Кремонезе» и провел за него более 200 матчей.
Завершив карьеру, Коррадо Верделли перешел на тренерскую работу. После двух лет работы в родной «Фанфулле», начинающий специалист попал в систему «Интера», где он трудился с молодёжным составом. В сезоне 2003/04 Верделли стал помощником Эктора Купера в главной команде. В октябре 2003 года после отставки аргентинца, он временно возглавил клуб. Верделли руководил «Интером» в гостевом матче группового этапа Лиги чемпионов против московского «Локомотива», в котором итальянская команда потерпела крупное поражение со счетом 0:3. После прихода в «Интер» Аольберто Дзаккерони, специалист оставался в тренерском штабе «нерадзурри». Позднее Верделли начал самостоятельную карьеру наставника, однако заметных успехов он не достиг, работая, в основном, с коллективами из низших лиг.

## Достижения
- Чемпионат Италии: 1988/89.
- Обладатель Суперкубка Италии: 1989.